# فريدريش ألبرت فون زنكر
فريدريش ألبرت فون زنكر (بالألمانية: Friedrich Albert von Zenker )‏ (و. 1825 – 1898 م) هو طبيب، وعالم أشنيات، وأستاذ جامعي، وعالم أمراض، وعالم نبات ألماني، ولد في درسدن، وكان عضوًا في الأكاديمية الألمانية للعلوم ليوبولدينا، توفي في مكلنبورغ، عن عمر يناهز 73 عاماً.

## التعليم
تعلم في جامعة لايبتزغ.